# Uluberia
Uluberia (alternativt Ulubaria, bengali উলুবেড়িয়া) är en stad i distriktet Haora i den indiska delstaten Västbengalen. Staden, Uluberia Municipality, ingår i Calcuttas storstadsområde och hade 222 240 invånare vid folkräkningen 2011.